# آریوبرزن دوم (ساتراپ کیوس)
آریوبرزن دوم کیوس (به پارسی باستان: 𐎠𐎼𐎡𐎹𐎠𐎲𐎼𐏀𐎠𐎴؛ نویسه‌گردانی: *Aryābr̥zans؛ زبان یونانی باستان: Ἀριοβαρζάνης؛ نویسه‌گردانی: Ariobarzánēs) اشراف زادهٔ پارسی بود. وی ۲۶ سال یعنی از ۳۶۳ تا ۳۳۷ پ.م. در شهر کیوس فرمانروایی کرد. به نظر می‌رسد که وی و خانواده‌اش در دههٔ ۳۶۰ پیش از میلاد علیه اردشیر دوم شورش کردند که با شکست آن‌ها در ۳۶۲ پ.م. این شورش پایان یافت. پس از وی، پسر یا برادرش مهرداد دوم به عنوان فرماندار کیوس برگزیده شد. دیودور سیسیلی از آریوبرزن، ساتراپ فریگیه و توسط کرنلیوس نپوس ساتراپ اسپاردا، ایونیا و فریگیه یاد کرده است.